# 小行星3573
小行星3573（3573 Holmberg）是一颗围绕太阳公转的小行星。1982年8月16日，克拉斯-英格瓦·拉格爾科維斯特在拉西拉天文台发现了此天体。該小行星以瑞典天文學家埃里克·霍姆伯格命名。
这颗小行星的绝对星等为210.57105等。